# Náchod
Náchod és una ciutat dins la República Txeca, ala regió de Hradec Králové. Es troba a una vall a la riba del riu Metuje, entre les muntanyes Krkonoše i Orlické hory.

## Història
El Cavaller Hron de Načeradec hi fundà un castell a mitjans del segle xiii per a protegir el comerç entre Praga i Breslau (Wroclaw), i la ciutat aproximadament data del mateix temps. La primera citació nescrita és de l'any 1254.
Un assentament anterior dins la zona és Staré Město (Lloc Antic). La ciutat va ser fortificada amb murs i bastions a nprincipi del segle xiv.
Prpietaris del castell van ser els reis Joan el Cec id Jordi de Poděbrady. Amb el temps aquest castell esdevingué na gran fortalesa. Va ser reformat com a Palau renaixentista.
La Guerra dels Trenta Anys acabà amb la prosperitat de la ciutat. El Palau va ser refet en estil barroc.
El Don Giovanni de Mozart s'hi va representar el 1797.

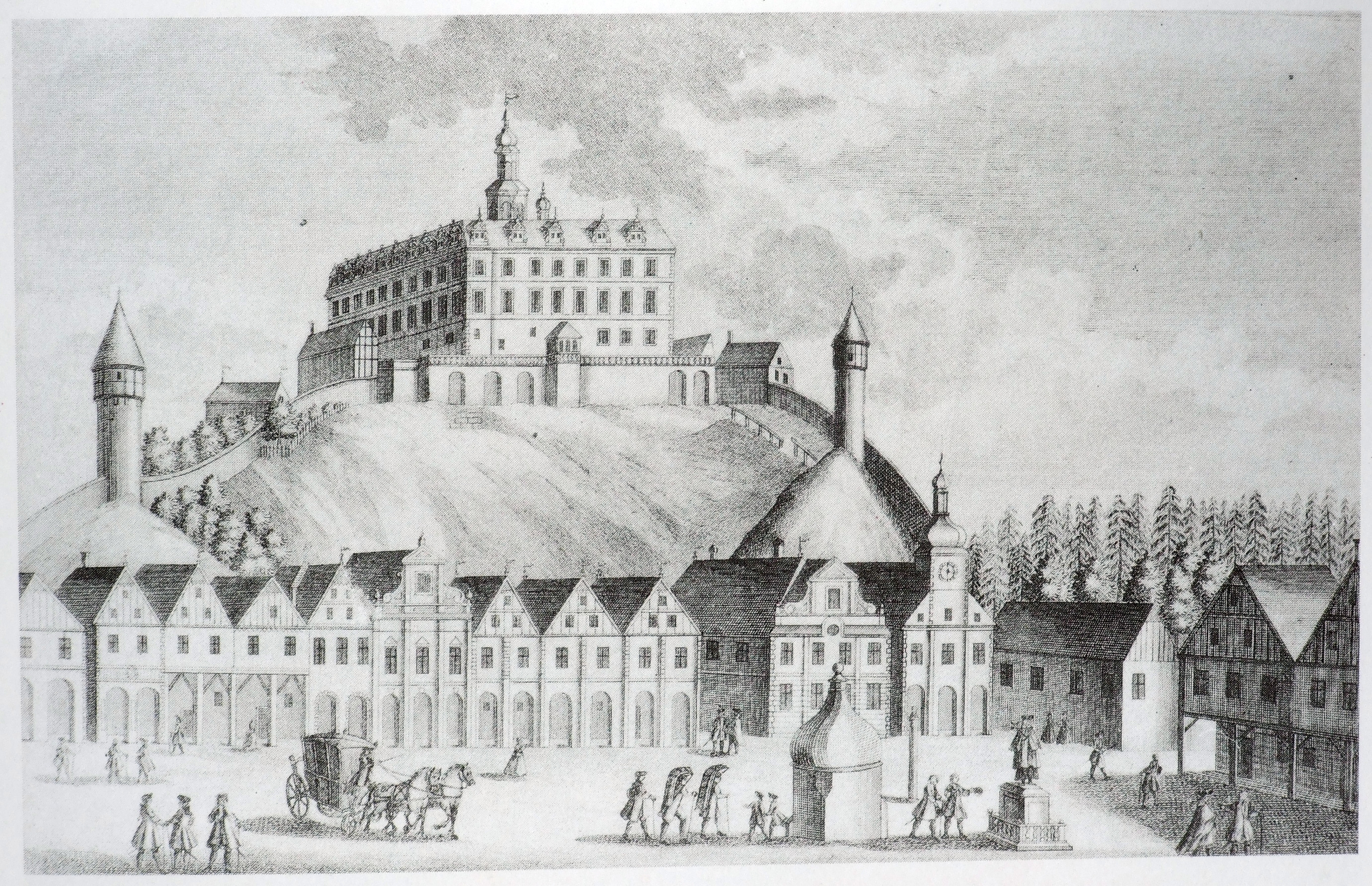
Palau i plaça de Náchod, ca. 1740.

## Personalitats de Náchod
- Josef Tošovský, Banquer i Primer Ministre
- Jan Letzel, arquitecte
- Petr Skrabanek, científic
- Jakub Dítě, esportista
- Karel Plašil,
- Josef Škvorecký,
- Vratislav Lokvenc, futbolista
- Michael J. Kraus (Miša Kraus), Supervivent de l'Holocaust[1]
- Petra Adamkova Martin, entrenadora de natació

## Galeria

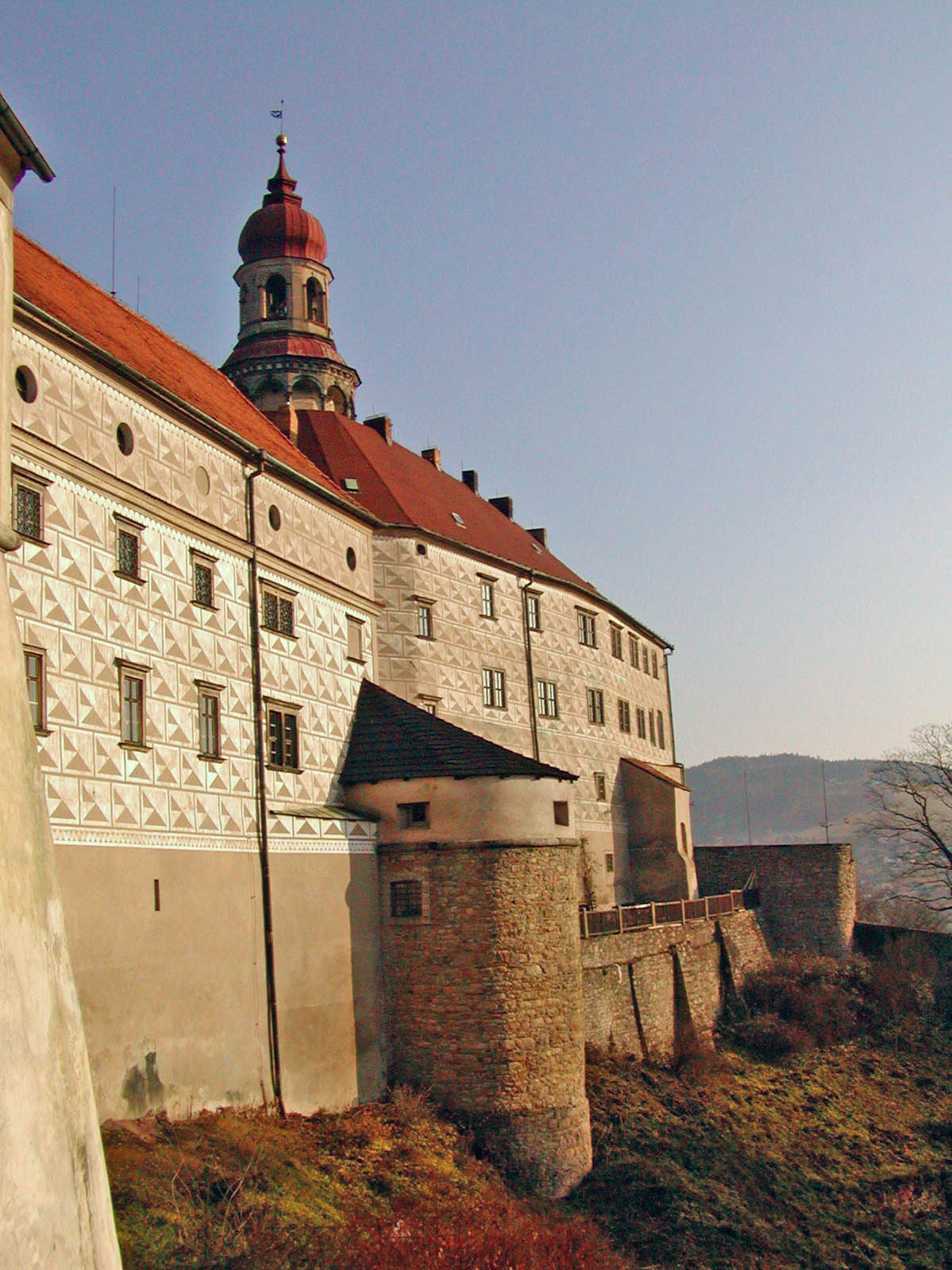
El Castell
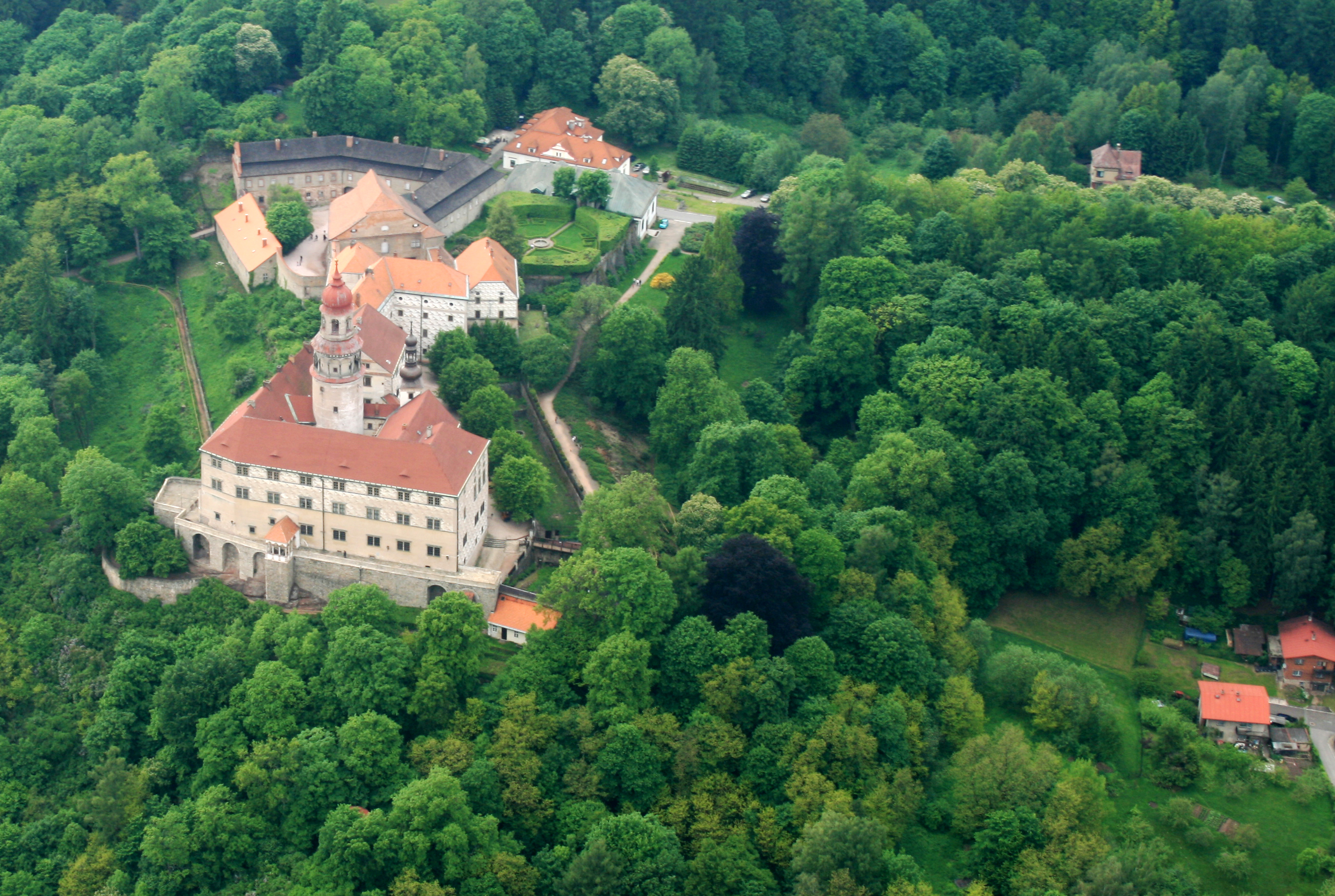
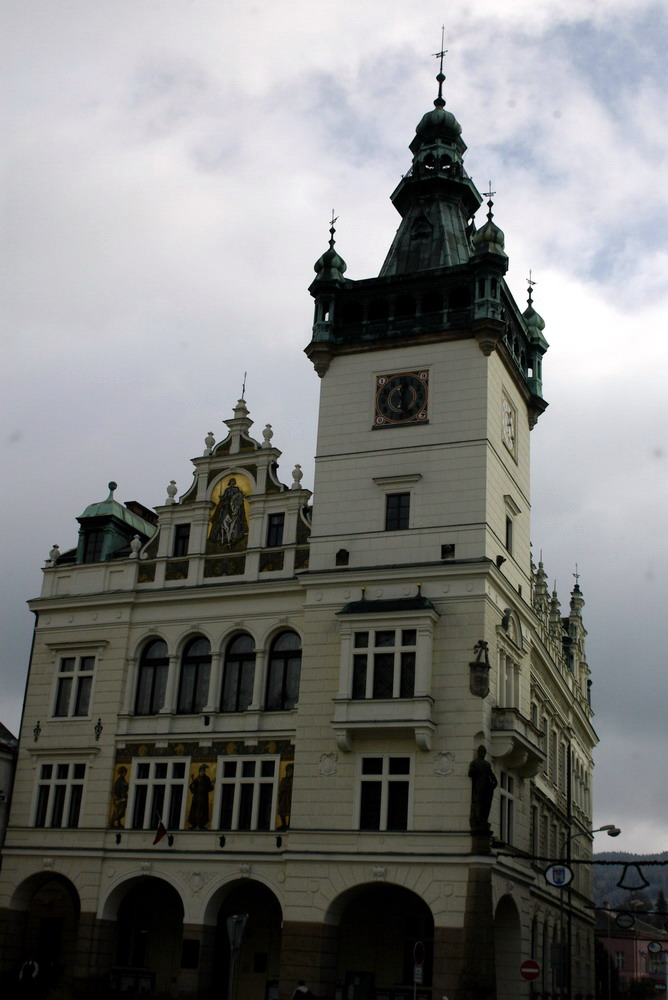
Ajuntament nou
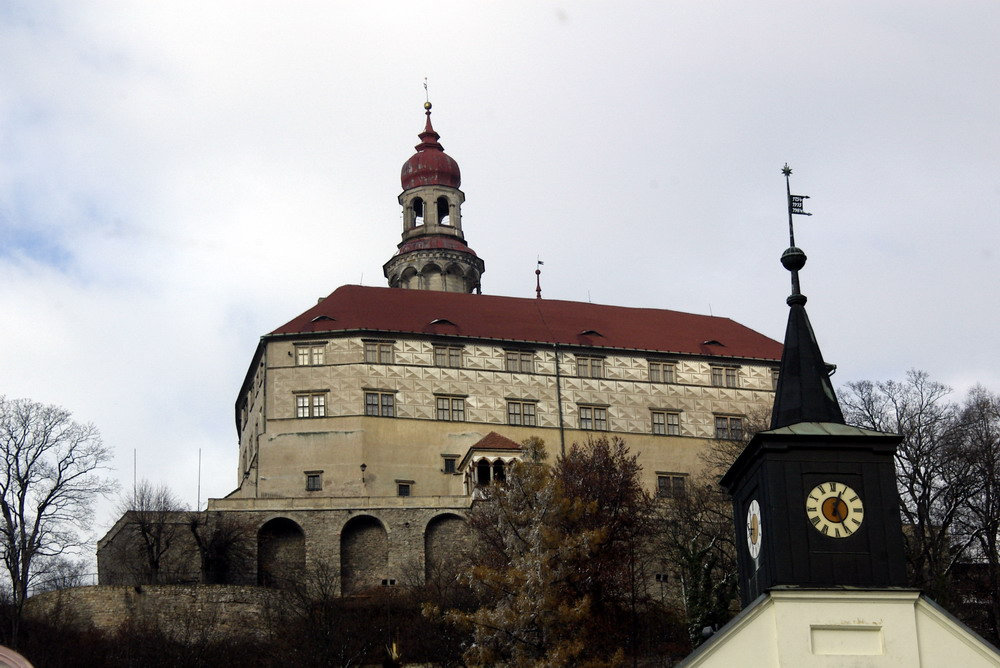
The castle
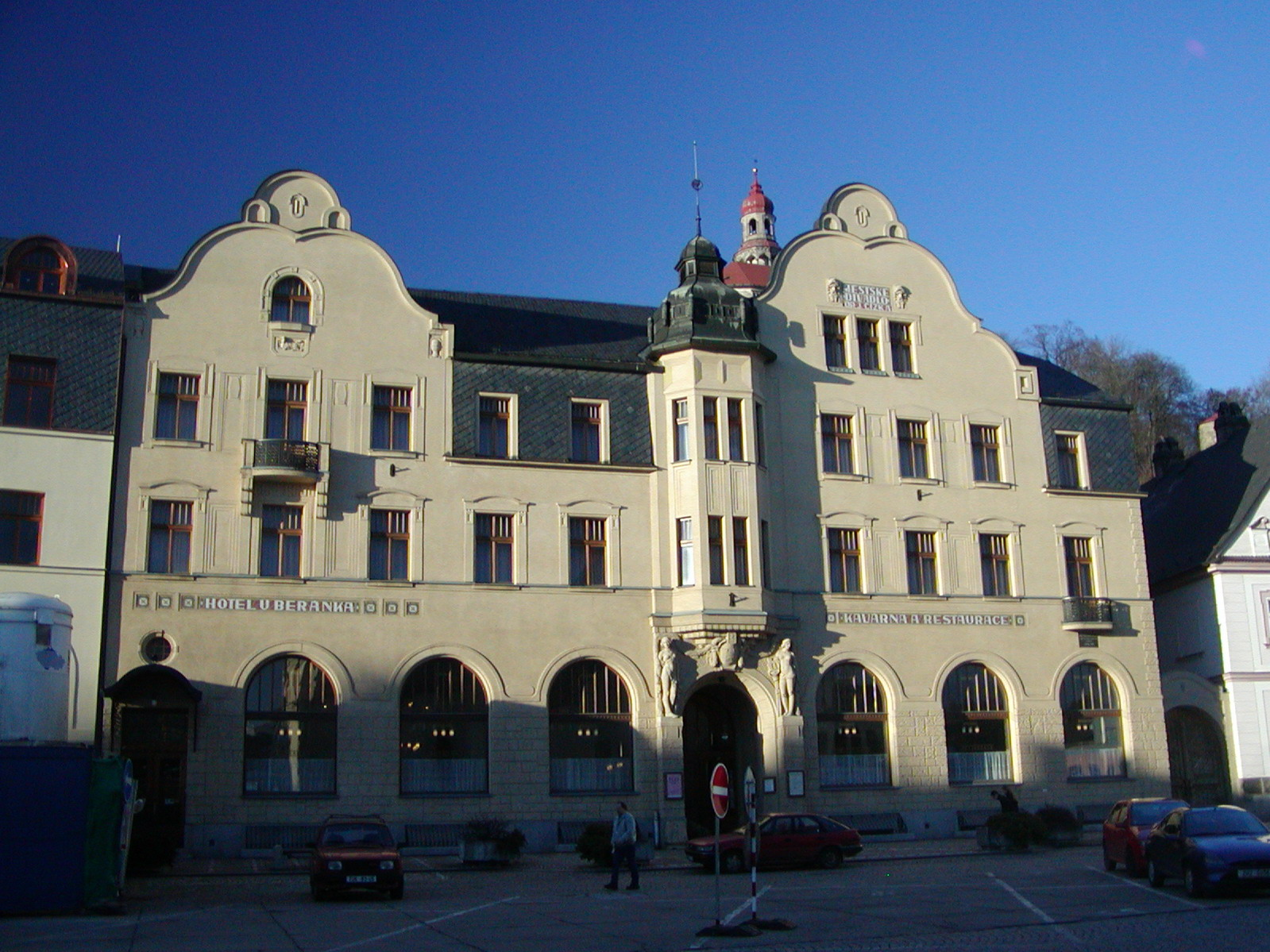
Hotel i teatre "U Beránka"
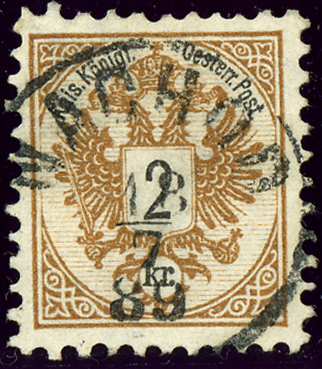
Segell de 1889
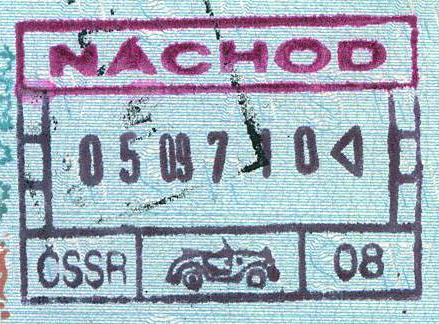
Segell de passaport
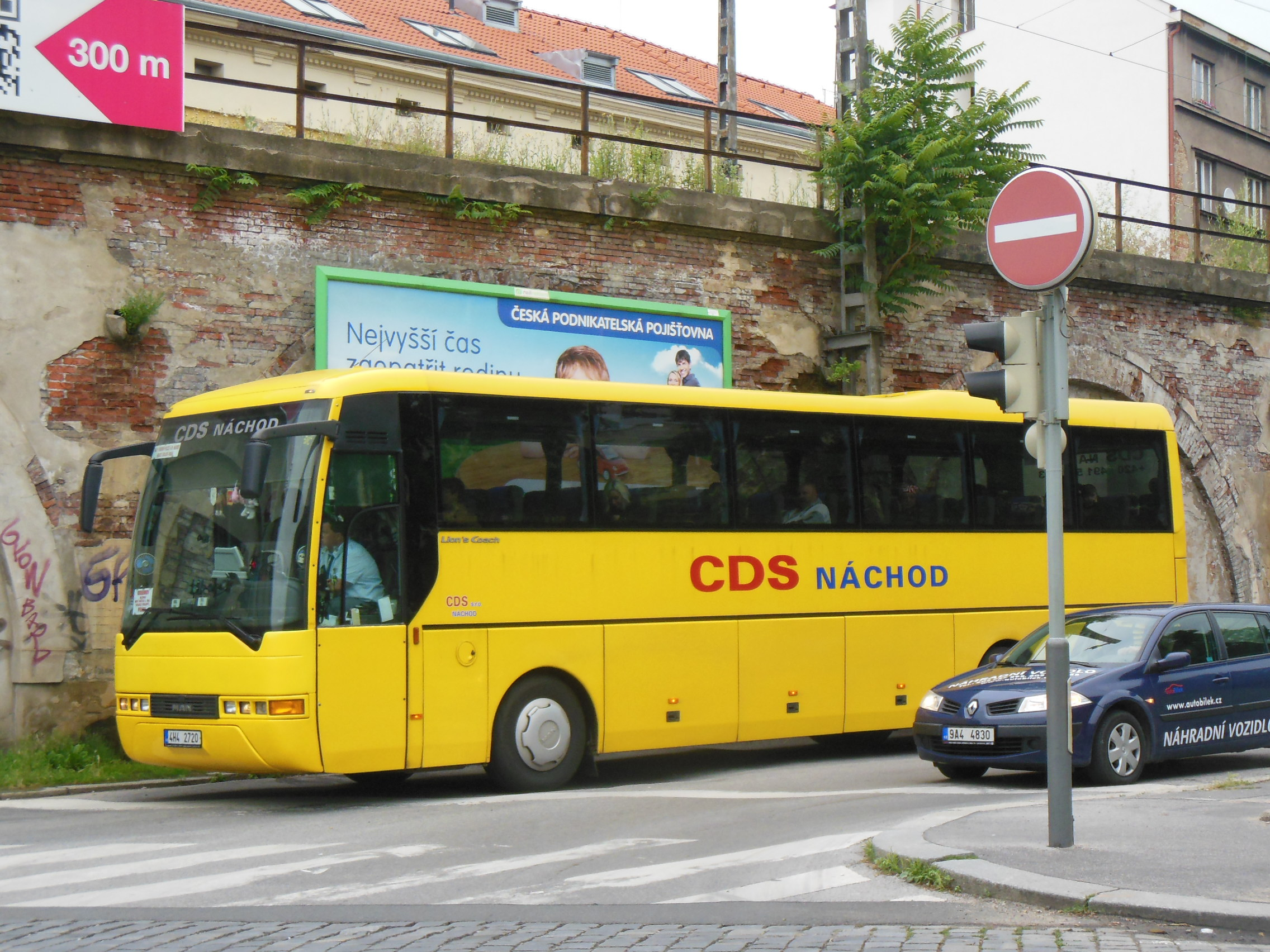
CDS Náchod